# Yoshikawa Kampō
Yoshikawa Kampō (japanisch 吉川観方, eigentlicher Name: Yoshikawa Kenjirō (吉川 賢次郎); geb. 1894 in Kioto; gest. 16. April 1979) war ein japanischer Holzschnittkünstler und Buch-Autor während der Shōwa-Zeit.

## Leben und Werk
Yoshikawa Kampō wurde in Kioto im Bezirk Higashiyama geboren und verbrachte auch sein ganzes Leben in Kioto. Er studierte von 1914 bis 1918 Malerei im Nihonga-Stil an der „Kyōto shiritsu kaiga semmon gakkō“ (京都市立絵画専門学校) unter Irie Hakō und Tsuchida Bakusen. Bereits während seiner Ausbildung konnte bereits ein Bild, nämlich „Butai no kage“ (舞台のかげ) – „Im Schatten der Bühne“, auf der 11. Bunten-Ausstellung zeigen.
Nach dem Abschluss der Ausbildung 1918 ging er zur Film- und Theatergesellschaft „Shōchiku gomei kaisha“ (松竹合名会社) und arbeitete dort als Berater für Bühnenentwürfe. 1923 konnte er bei dem Verleger Satō Shōtarō (佐藤章太郎) eine Sammlung von Drucken unter dem Titel „Kampō Sōsaku Hanga-shū“ (観方創作版画集) veröffentlichen. 1925 eröffnete er zusammen mit Miki Suizan eine Ausstellung für den „kreativen Holzschnitt“ (創作版画, Sōsaku hanga).
1934 schloss Yoshikawa in seinem Haus die Einrichtung einer Druckwerkstatt ab und konnte Uemura Shōen und andere Künstler für Beiträge gewinnen. Es war die Zeit, als vor allem in den Kaufhäusern Ausstellungen mit zeitgenössischer volkstümlicher Kunst stattfanden. 1936 verließ Yoshikawa Shōchiku, 1940 erschien sein Buch „Nisenroppyakunen fūzokuzu shi“ (二千六百風俗図史) – „2600 Jahre Geschichte der Volkskunst“, also passend zur 2600-Jahr-Feier des japanischen Kaisertums.
1948 schloss Yoshikawa Freundschaft mit dem Inhaber eines Kaufhauses in Ōita und fertigte viele Zeichnungen für ihn an. 1954 wurde er zum künstlerischen Leiter (繪所預, Edokoro azukari) des Kasuga Schreins ernannt. Zusammenfassend lässt sich sagen, dass Yoshikawa in seinen Drucken sich nicht durchgehend der Nihonga-Richtung zuordnen lässt, wie es bei den in Tokio für Watanabe Shōzaburō arbeitenden Künstlern wie Yamamura Kōka und Natori Shunsen der Fall ist.